# Риосусио (Чоко)
Риосусио (исп. Riosucio) — город и муниципалитет на западе Колумбии, на территории департамента Чоко. Входит в состав субрегиона Дарьен.

## История
Поселение, из которого позднее вырос город, было основано в 1518 году. Муниципалитет Риосусио был выделен в отдельную административную единицу 11 февраля 1880 года.

## Географическое положение

Муниципалитет Риосусио

Город расположен в северной части департамента, на правом берегу реки Атрато, на расстоянии приблизительно 198 километров к северо-западу от города Кибдо, административного центра департамента. Абсолютная высота — 2 метра над уровнем моря.
Муниципалитет Риосусио граничит на северо-востоке с территорией муниципалитета Унгия, на западе и юго-западе — с муниципалитетом Хурадо, на юге — с муниципалитетом Баия-Солано, на юго-востоке — с муниципалитетом Эль-Кармен-дель-Дарьен, на востоке — с территорией департамента Антьокия, на северо-западе — с территорией Панамы. Площадь муниципалитета составляет 9318 км².

## Население
По данным Национального административного департамента статистики Колумбии, совокупная численность населения города и муниципалитета в 2015 году составляла 28 832 человека.
Динамика численности населения муниципалитета по годам:
| 2005   | 2006   | 2007   | 2008   | 2009   | 2010   | 2011   | 2012   | 2013   | 2014   | 2015   |
| ------ | ------ | ------ | ------ | ------ | ------ | ------ | ------ | ------ | ------ | ------ |
| 28 230 | 28 373 | 28 438 | 28 490 | 28 526 | 28 556 | 28 626 | 28 665 | 28 719 | 28 769 | 28 832 |

Согласно данным переписи 2005 года мужчины составляли 51,1 % от населения Риосусио, женщины — соответственно 48,9 %. В расовом отношении негры, мулаты и райсальцы составляли 81,2 % от населения города; индейцы — 12,8 %; белые и метисы — 6 %.
Уровень грамотности среди всего населения составлял 75,1 %.